# 닐 테일러
닐 존 테일러(Neil John Taylor, 1989년 2월 7일 ~ )는 웨일스의 전 축구 선수이다. 현역 시절 풀백으로 뛰었다.